# Montreal River, Timiskaming District
Montreal River är ett vattendrag i Kanada.   Det ligger i provinsen Ontario, i den sydöstra delen av landet, 300 km nordväst om huvudstaden Ottawa.
I omgivningarna runt Montreal River växer i huvudsak blandskog. Trakten runt Montreal River är nära nog obefolkad, med mindre än två invånare per kvadratkilometer.